# Nils Jönsson

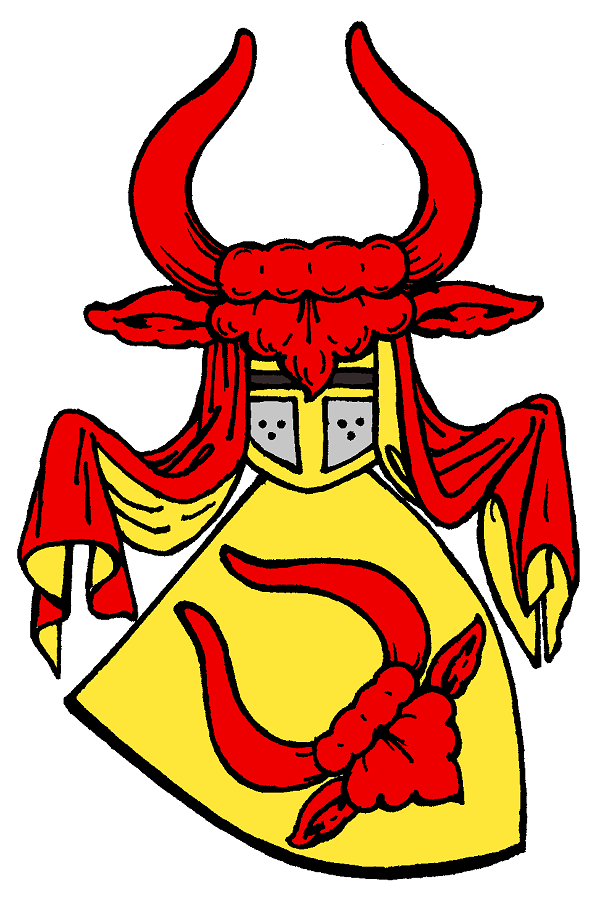
Escudo de Oxenstierna

Nils Jönsson (década de 1390 - década de 1450). Noble sueco, regente de Suecia durante la primera mitad de 1448.

## Biografía
Nils Jönsson era hijo de Jöns Bengtsson y de Marta Finvidsdotter. Pertenecía la familia de los Oxenstierna, que cobraba poder y relevancia en ese tiempo. Recibió a la muerte de su padre vastas posesiones cerca de Estocolmo. Se le atribuye la fundación del Castillo de Djursholm. 
Fue parte del consejo del reino durante la década de 1430, y formó parte del grupo de nobles que lograron derrocar al impopular rey Erico de Pomerania del trono sueco en 1434. Desde entonces se alineó en la facción de Krister Nilsson, que era opositora al regente Carlos Knutsson (posteriormente rey Carlos VIII) y pretendía el restablecimiento de la Unión de Kalmar.
Con la llegada al poder de Cristóbal de Baviera, se reanudó la unión de los tres reinos nórdicos, y Nils formó parte de los hombres favoritos del monarca en Suecia. A la muerte de Cristóbal, Nils recibió los castillos de Nyköping y de Örebro, y junto con su hermano Bengt fue designado en enero de 1448 regente del reino hasta que se eligiera nuevo rey. En junio los hermanos dejaron el gobierno, al ser electo Carlos Knutsson como nuevo soberano, en una elección bastante discutida.
Formó parte del partido unionista, y fue representante del monarca sueco durante el congreso de Halmstad que se celebró en mayo de 1450 para subsanar los desacuerdos con Cristián I surgidos en torno a la posesión de Noruega. Traicionó a Carlos al acordar con los delegados daneses la renuncia de Suecia a la soberanía sobre el territorio noruego. Después del congreso de Halmstad, Carlos le arrebató la posesión del castillo de Örebro (el castillo de Nyköping lo había expropiado desde su llegada al trono). Nils falleció poco tiempo después.
| Predecesor: Cristóbal I (rey) | Corregente de Suecia (con Bengt Jönsson) 1448 | Sucesor: Carlos VIII (rey) |